# Associazione Sportiva Siracusa 1945-1946
Questa voce raccoglie le informazioni riguardanti l'Associazione Sportiva Siracusa nelle competizioni ufficiali della stagione 1945-1946.

## Rosa
| N. |                   | Ruolo | Calciatore         |
| -- | ----------------- | ----- | ------------------ |
|    | Italia (bandiera) | P     | S. Nobile          |
|    | Italia (bandiera) | P     | Giuseppe Pistorino |
|    | Italia (bandiera) | P     | Tragella           |
|    | Italia (bandiera) | D     | Fernando Casuzzi   |
|    | Italia (bandiera) | D     | Vincenzo Troiano   |
|    | Italia (bandiera) | D     | G. Vinci           |
|    | Italia (bandiera) | C     | U. Ambrogio        |
|    | Italia (bandiera) | C     | Armando Correnti   |
|    | Italia (bandiera) | C     | Adelio Fiore       |
|    | Italia (bandiera) | C     | Guido Manfré       |
|    | Italia (bandiera) | C     | Mario Pala         |

| N. |                   | Ruolo | Calciatore        |
| -- | ----------------- | ----- | ----------------- |
|    | Italia (bandiera) | D     | Dino Menegatti    |
|    | Italia (bandiera) | D     | Alfredo Ciurli    |
|    | Italia (bandiera) | A     | Guglielmo Busoni  |
|    | Italia (bandiera) | A     | Salvatore Cambisi |
|    | Italia (bandiera) | A     | Dario Carussio    |
|    | Italia (bandiera) | A     | Giuseppe Fazzina  |
|    | Italia (bandiera) | A     | Angelo Chiarenza  |
|    | Italia (bandiera) | A     | Calogero Nobile   |
|    | Italia (bandiera) | A     | G. Rizzo          |
|    | Italia (bandiera) | A     | Antonino Salvo    |